# Опера (торт)
Опера (фр. Opéra) — это французский бисквитный десерт, состоящий из миндальных бисквитных коржей «джоконда», пропитанных сиропом «гран-марнье», или кофе, поочередно кофейного и шоколадного крема, и шоколадной глазури сверху.
Согласно «Гастрономической энциклопедии Ларусс»: «Десерт Опера — это сложный миндальный бисквит с кофе и шоколадной начинкой и глазурью».

## История

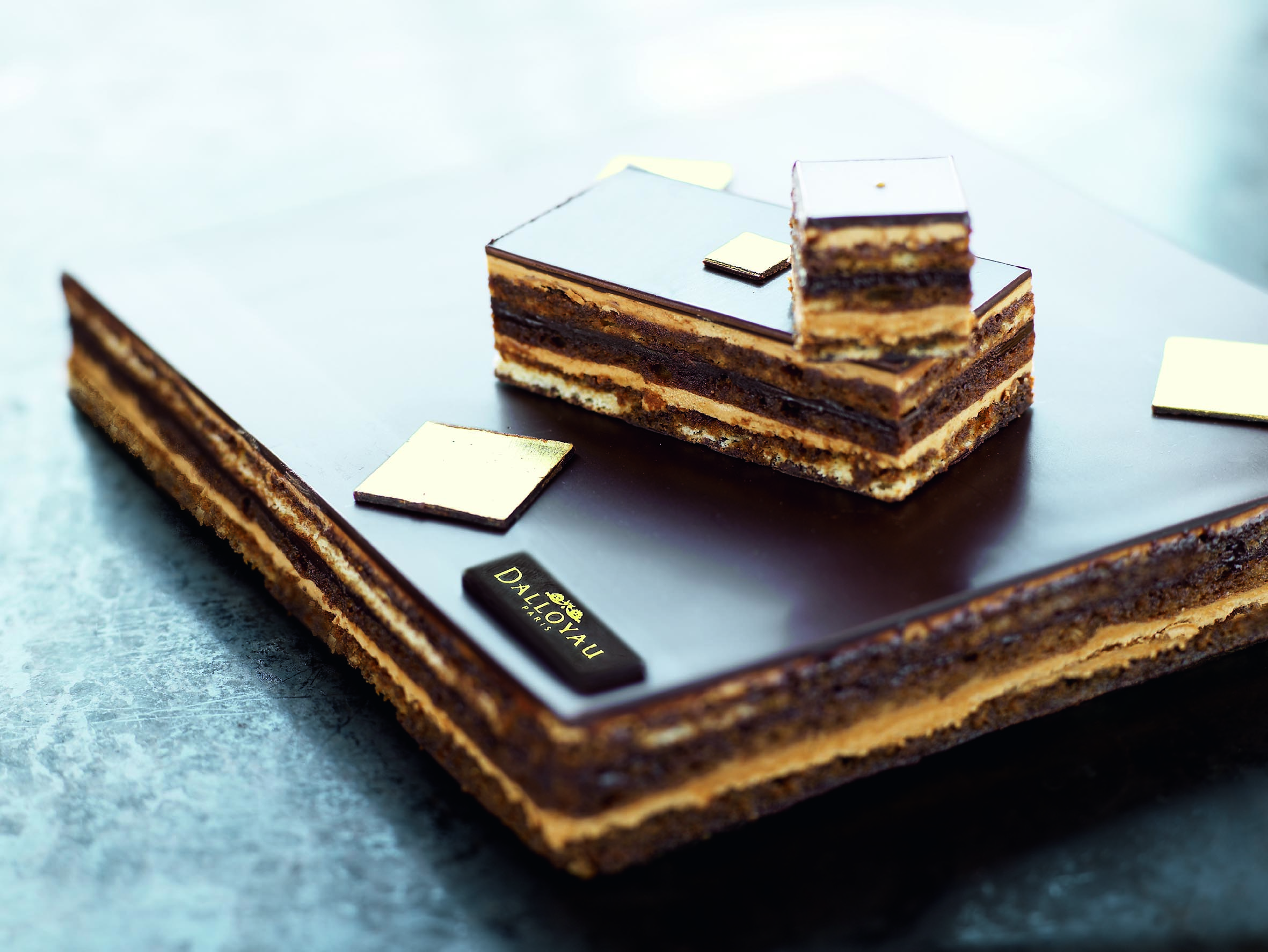

По одной из версий, торт был создан французским кондитером Луи Клиши и был представлен на выставке в Париже в 1906 году. Опера был фирменным десертом кондитерской Клиши.
По другой версии, торт разработал Гастон Ленотр в 1960 году.
Существует ещё одна версия происхождения десерта. Это был фирменный торт кондитерской en:Dalloyau, где он и был назван «Оперой» (фр. L’ Opera) в честь Парижской оперы.